# Ed Ayres
 (septembre 2019).
Si vous disposez d'ouvrages ou d'articles de référence ou si vous connaissez des sites web de qualité traitant du thème abordé ici, merci de compléter l'article en donnant les références utiles à sa vérifiabilité et en les liant à la section « Notes et références ».
Pour les articles homonymes, voir Ayres.
Ed Ayres est un scientifique et militant écologiste américain.

## Biographie
Ayres a un bachelor en écologie de l'Université de Leeds et un PhD de l'Université de Lancaster et du Centre for Ecology and Hydrology de Merlewood, Grande-Bretagne. Il est enseignant-chercheur au  Natural Resource Ecology Laboratory, de la Colorado State University, États-Unis. Il est l'ancien rédacteur en chef du magazine bimensuel Worldwatch.
En 1999, Ayres fait paraître le livre  God's Last Offer: Negotiating for a Sustainable Future, qui alerte sur les 4 phénomènes hors de notre contrôle qui font prendre de grands risques à la biosphère. Ce sont les émissions de gaz à effet de serre dont le dioxyde de carbone, l'accélération du taux d'extinction des espèces biologiques, la consommation non durable des ressources, et la surpopulation. In 2009, il coécrit le livre Crossing the Energy Divide: Moving from Fossil-Fuel Dependence to a Clean Energy Future et de nombreux articles et chapitres d'ouvrages collectifs.
En 2004 il abandonne le Worldwatch Institute et lance un site sur la durabilité de la civilisation durant les prochaines décennies.
Passionné par les capacités humaines d'endurance, Ayres est aussi coureur d'ultrafond, et est le rédacteur en chef du  magazine Running Times,.

## Publications
- (fr) Lettre ouverte aux citoyens de la terre, Le Fil Invisible, 2004 (ISBN 978-2843150210)
- (en) Crossing the Energy Divide: Moving from Fossil-Fuel Dependence to a Clean Energy Future", Prentice Hall, 2009 (ISBN 978-0137015443)
- (en) The Hidden Shame of the Global Industrial Economy, World Watch magazine, 2004